# Choffatella
Choffatella es un género de foraminífero bentónico de la subfamilia Choffatellinae, de la familia Cyclamminidae, de la superfamilia Loftusioidea, del suborden Loftusiina y del orden Loftusiida. Su especie tipo es Choffatella decipiens. Su rango cronoestratigráfico abarca desde el Oxfordiense (Jurásico superior) hasta el Cenomaniense (Cretácico superior).

## Discusión
Clasificaciones previas incluían Choffatella en el suborden Textulariina del orden Textulariida o en el orden Lituolida.

## Clasificación
Choffatella incluye a las siguientes especies:
- Choffatella arcana †
- Choffatella caronae †
- Choffatella cruciensis †
- Choffatella cyclamminoides †
- Choffatella decipiens †
- Choffatella maynci †
- Choffatella occulta †
- Choffatella peneropliformis †
- Choffatella pyrenaica †
- Choffatella rugoretis †
- Choffatella singularis †
- Choffatella sogamozae †
- Choffatella stenzeli †
- Choffatella zireggensis †

En Choffatella se ha considerado el siguiente subgénero:
- Choffatella (Torinosuella), aceptado como género Torinosuella